# La Fête féroce
La Fête féroce (The Carnivorous Carnival) est le neuvième tome de la série Les Désastreuses Aventures des orphelins Baudelaire de Lemony Snicket.

## Résumé
Sortis du coffre de la voiture du comte Olaf, Violette, Klaus et Prunille se retrouvent à l'entrée d'un parc forain, Caligari Folies. Le comte Olaf s'y rend pour consulter Madame Lulu, une voyante qui utilise ses pouvoirs pour retrouver les Baudelaire depuis le début. Malgré leur angoisse, les enfants décident de rester ; il leur faut découvrir si l'un de leurs parents est bien encore en vie, comme le laisse entendre la page 13 du dossier Snicket, récupérée dans les archives de la clinique Heimlich. Pour se faire engager par Madame Lulu, ils se déguisent en monstres de foire : Violette et Klaus en monstre à deux têtes et Prunille en bébé mi-loup. Ils font la connaissance des autres monstres, Féval le bossu, Otto l'ambidextre et Bretzella la contorsionniste. Le matin venu, Madame Lulu révèle à Olaf qu'un des parents Baudelaire est vivant et se cache dans les monts Mainmorte. Le soir, le comte Olaf ramène des lions (les Valeureux Détectives Canins) et explique que le lendemain un monstre sera jeté dans la fosse aux lions.
Décidé à éviter ce sort, les orphelins s'introduisent sous la tente de Madame Lulu et réalisent qu'elle ne fait pas de magie : elle utilise des archives cachées sous sa table. Surpris par la fausse voyante, les enfants décident de lui dire la vérité. Madame Lulu avoue alors s'appeler en vérité Olivia et être elle-même une ancienne membre des V.D.C., organisation mystérieuse composée de volontaires. Madame Lulu/Olivia mentionne un schisme qui aurait fait éclater la communauté ; prise entre les vilains et les bons - elle a visiblement aidé Jacques Snicket à retrouver les orphelins dans Villeneuve-des-Corbeaux - elle est incapable de dire non, fidèle à sa devise selon laquelle « il faut donner aux gens ce qu'ils désirent ». Les orphelins lui redonnent courage et elle promet de les emmener avec elle le lendemain, pour essayer d'atteindre un quartier général de V.D.C. dans les monts Mainmorte, où l'un de leurs parents pourrait se cacher. Mais l'irruption du comte Olaf force les enfants à se déguiser à nouveau et empêche Madame Lulu de leur en dire plus sur V.D.C.
Le soir, Esmé propose aux monstres d'intégrer la troupe d'Olaf : il leur suffit de pousser Madame Lulu dans la fosse aux lions. Les enfants s'offusquent et rappellent que c'est mal mais Féval, Otto et Bretzella, trop heureux d'être traités comme des gens normaux, acceptent avec enthousiasme. Le lendemain matin, la foule est venue nombreuse pour assister au spectacle. Le comte Olaf tire un monstre au sort et Violette-Klaus qui est désignée. Les enfants tentent de gagner du temps en manipulant la foule, mais la situation dégénère et, dans la cohue, le chauve au long nez, complice d'Olaf, et Madame Lulu tombent dans la fosse et sont dévorés par les lions.
Olaf et sa bande brûlent Caligari Folies et Esmé embarque, comme promis, les monstres, enfants Baudelaire compris. Prunille se retrouve dans la voiture avec le comte Olaf et Violette et Klaus dans la roulotte des monstres. Alors que tous commencent l'ascension des monts Mainmorte, le comte révèle aux deux aînés que Madame Lulu a trahi leur secret : il sait parfaitement qui ils sont ! Les trois monstres de foire coupent la corde qui relie la roulotte à la voiture et Klaus et Violette plongent alors droit vers le ravin, tout en bas de la montagne...

## Analyse
Tout en interrogations et en doutes, pas tendre et pourtant éclatant d'humour, ce tome 9 prolonge les questionnements introduits dans le tome précédent : peut-on vaincre les crapules sans user de leurs méthodes ? Les Baudelaire sont en effet obligés de se déguiser, comme le comte Olaf ; à la fin du roman, ils doivent mettre le feu à la tente de Madame Lulu, et prêter leurs talents au comte (Klaus l'aide à trouver le bon chemin pour les montagnes et Violette attache la roulotte à la voiture). On apprend également qu'Olaf est un ancien membre des V.D.C, puisqu'il déclare avoir appris dans son enfance la technique de cartographie secrète utilisée par les volontaires.

## Adaptation
En 2018, la série télévisée Les Désastreuses Aventures des Orphelins Baudelaire adapte le roman dans le deux derniers épisodes de la deuxième saison.